# 张百发
张百发（1935年9月—2019年7月5日），男，河北香河人，中华人民共和国政治人物，曾任北京市人民政府副市长、中华人民共和国国家建设委员会副主任。

## 生平
张百发生长在一个贫苦农民家庭，小时候没有接受过正规教育。1950年从老家香河农村来到北京，每日在家随父亲学织布。当时他住在贡院西街8号，旁边就是建筑工地。1951年，年仅16岁的张百发自愿当了建筑工人。起初劳动部门见他年纪小，分配他当通信员。后来成为钢筋学徒工。
1954年3月14日，北京市第三建筑工程公司承建北京地质学院和北京航空学院工程的第一工区决定建立由张百发、杨福林、邓闯生、别继业、刘月光、李开先、王志义、任福丑、赵寿生、孟昭鹏、曹盛有、凌宝珍12人组成的“张百发钢筋工青年小组”。1954年4月28日，北京市第三建筑工程公司党委正式命名该青年小组为“张百发钢筋工青年突击队”。这是北京第一支钢筋工青年突击队，张百发任队长。该青年突击队成立后，连年超额完成生产任务。1954年，张百发加入中国共产党。1954年，被评为北京市劳动模范。1955年9月9日，他们和北京市另外3支青年突击队提出“争取超额20%以上完成9月份生产任务”的倡议，随后实现了该倡议，超额49%以上完成了9月份生产任务，被推选出席 1955年9月20日至28日召开的全国青年社会主义建设积极分子大会。1956年1月13日，该青年突击队和北京市12个青年突击队、组发起全市青年建筑工人开展更好、更快、更省、更安全的突击竞赛运动。1956年当上全国先进生产者，出席1956年4月30日至5月10日召开的全国先进生产者代表会议。
1958年当选为第二届全国人民代表大会代表。1958年12月19日，张百发钢筋工青年突击队调到人民大会堂工地第四指挥部，与一个青年突击队、两个钢筋工组、200个多面手、108名参加义务劳动的干部组成“张百发钢筋工连”，仅用9昼夜便绑扎完全国人大常委会办公楼工程的680吨基础钢筋，相当于张百发钢筋工青年突击队1957年全年工作量的一年半，赶上了整个人民大会堂的施工进度。1959年在全国群英会上受到党和国家领导人接见。画家蒋兆和曾为张百发画像，邓拓在画像上题词：“百尺竿头多面手，人民英雄张百发。”此后数年，该青年突击队多次发动劳动竞赛，接连超额完成任务并刷新纪录，并且大胆革新，使钢筋加工工艺由手工操作转变为机械化操作。他们还提出了“学会吃亏”这一充满共产主义的口号并身体力行，宁肯自己多流汗，也不让国家多花钱。该突击队在北京市的建设中参加了近百幢楼房的建设，从学院路的八大学院、友谊宾馆、东郊厂房到人民大会堂。
1965年，张百发和李瑞环一起被从青年突击队长提拔为党委副书记，当时是同一个人、同一天找他们两人一起谈话，张百发到李瑞环此前所在的北京市第三建筑工程公司当党委副书记，李瑞环到张百发此前所在的北京建筑材料供应公司当党委副书记。
“文革”前，万里曾任北京市副市长，长期主管城市建设。李瑞环、张百发是其手下得力干将。另外万里还曾到掏粪工人时传祥的队蹲点，同他一起掏过大粪，有“背粪市长”之称，这三个工人的成长都得到了万里关心。“文革”爆发后，万里被打成“走资派”遭到批斗。1967年农历腊月三十晚上，北京工人体育馆召开批斗万里的大会，一万多人参加，时传祥、李瑞环、张百发被揪去作为陪斗。后来他们都获得了“解放”，张百发去湖北工作前，和李瑞环去了万里家。在湖北的国家建委102工程建设（中国第二汽车制造厂建设）中，北京市第三建筑工程公司党委副书记张百发任国家建委102工程指挥部一分部副指挥长。1972年春，北京市第三建筑工程公司完成了二汽厂房建设，根据国家建委指示准备分批撤回北京，但该公司一些湖北籍职工不愿回北京而想留在湖北，三建所属的一分部与当时102工程指挥部安装二团合并，张百发兼任安装二团党委副书记。1974年初春，离开安装二团回到北京。
此后，张百发历任北京市建工局副局长，国家建委副局长、副主任，1983年3月至1997年9月任北京市人民政府副市长:283。49岁进入中国人民大学函授学习，后获得中国人民大学函授学院的文凭。
退休后曾担任北京网球协会主席，也因对戏曲的爱好创立振兴戏曲基金会。
2019年7月5日5时35分，张百发因病逝世，享年84岁。

## 轶事
张百发青年突击队勤学苦练各种操作技术，人人争当“多面手”。1958年7月1日，邓小平接见北京、天津青年代表，共青团中央书记王照华将青年突击队长张百发介绍给邓小平说：“这个小伙子叫张百发，他是多面手。”张百发回答：“我们有个口号：身为钢筋工，各行都精通，学成多面手，干活不窝工。”邓小平听了鼓励道：“多面手是方向，全国6亿人民都要成为多面手。”。7月10日《北京日报》称张百发青年突击队是“多面手红旗”，《人民日报》也刊登特写《多面手——职业多样化的开端》介绍张百发青年突击队学习多种技术的经验。
张百发当青年突击队长时，便同李瑞环接触很多。1958年共青团北京市委提出“学习张百发，追赶张百发”活动，李瑞环等其他青年突击队争相学习、追赶张百发青年突击队，开展技术大比武，这时他们的接触就更多了。在人民大会堂工地上，张百发攻克了钢架跨越的难关，李瑞环解决了放大样的技术问题。1958年，20多支青年突击队参加了人民大会堂建设，其中张百发钢筋工青年突击队、李瑞环木工青年突击队、王学礼青年突击队、丁庆云混凝土工青年突击队被戏称为青年突击队中的“四小名旦”。
张百发经常面对面同市民对话，化解矛盾。一天，张百发正在参加市委常委会，东城区200户拆迁户冒雨在门口上访，过了下午5点还不走。陈希同让张百发出面解决，张百发冒雨向拆迁户公开道歉，承诺让他们明年国庆节搬进新居，化解了问题。
张百发在市政府中是“四朝元老”，排名在8位副市长之首。1988年，北京市人民政府换届选举，在历届北京市人民代表大会中首次采用差额无记名投票，要求候选人同全体市人大代表见面并发表“竞选演说”，回答市人大代表提问。作为副市长候选人的张百发已连任两届，在演说中他直截了当地表示：“代表们，亚运会的工程摆在我面前，你们投我一票吧，让我把这件事干完！”台下爆发出满堂掌声。随后张百发顺利当选。他担任北京亚运工程总指挥，指挥建设了1990年北京亚运会的比赛场馆及亚运村。亚运会筹备期间，因受发达国家制裁及外资撤退影响，筹备工作遇到很大困难。兼任亚运会组委会常务副主席的张百发发誓：如亚运会场馆工程不能按时完工，就从京广中心跳下去。最后工程顺利完工，亚运会顺利举办。1997年张百发到龄离开领导岗位。
1990年7月初，张百发陪邓小平登上京广中心楼顶，当时京广中心是北京市最高的建筑物。1993年10月31日，在北京市常务副市长张百发陪同下，邓小平偕夫人、女儿和孙女乘坐一辆乳黄色面包车视察北京，主要看了新建成的道路，先经长安街看市区，再上东南三环，经三元桥、四元桥和首都机场高速公路。张百发还向邓小平介绍了2000年奥运会申办情况。这是邓小平最后一次视察北京。
在副市长任内，张百发一直主管城建工作，对北京市的城市建设作出了很多贡献，并且因为亲民而被称为“平民市长”。安慧里二区18号楼因为工程质量差，竣工后返修一年零八个月还不能实现居民入住，张百发带来北京城建系统几乎所有局长、总经理100余人召开“自我揭短，自找差距”现场会，由市长助理黄纪诚主持，有关责任者分别在会上做检查。张百发宣布此前两天自己在市政府常务会议上表示就此自罚一个月工资，得到市长陈希同支持。张百发还宣布了对各级责任者的处罚决定。张百发主动揭短自罚的消息见报后，北京市民纷纷给他汇款表示赞赏与慰问，金额超过了他工资数目的十多倍。

## 家庭
妻子王淑兰，和张百发育有一子一女。张百发的妻子王淑兰和李瑞环的妻子同名同姓，成为两家的趣事。